# Mars (1563)
Mars, även känd som Makalös och enligt traditionen som Jutehataren (”Danskhataren”, se jutar), var ett av flottans största fartyg. Hon färdigställdes 1564 på Björkenäs skeppsgård strax norr om Kalmar och förliste samma år. Hon var amiral Jakob Bagges amiralsskepp och gick under i första slaget vid Ölands norra udde, varvid 500-600 svenskar och 300-400 lybeckare, som tagit skeppet i besittning, omkom. Jakob Bagge hade dessförinnan gått över till det lybska amiralsskeppet Engelen, varvid han tillfångatogs. Mars, som på sin tid bedömdes vara världens största skepp, återfanns på botten utanför Öland sommaren 2011.

## Historia
Skeppet Mars byggdes vid Björkenäs skeppsgård norr om Kalmar och sjösattes 1563. Uppdragsgivaren var den nyblivne kungen Erik XIV som ville ha ett nytt och större krigsskepp än vad som tidigare funnits. Skeppsbyggaren som anlitades var Mäster Hollinger, eller Holger Olsson som han egentligen hette. Örlogsskeppet Mars uppfördes snabbt, Sverige låg i krig och hon behövdes i flottan. Hon kölsträcktes 1561 och seglade under påföljande sommar till Stockholm där hon bestyckades med 120 kanoner och gjordes klar för strid. I slutet av maj 1563 var hon ett av flottans 35 krigsfartyg som seglade mot söder för att möta fienden.

### Konstruktion
Under 1500-talet hade ett flertal fartyg byggts i Björkenäs, däribland Mars föregångare Sankt Erik. Bygget övervakades av mäster Holger Olsson.Mars uppfördes av massiv ek. Deplacementet har i sen tid uppskattats till 1800 ton (jämfört med Vasa som deplacerade 1200 ton). Mars hade en besättning på 600-700 man. En annan källa uppger att besättning var omkring 670 man, 350 av dessa var båtsmän och de övriga knektar. Skeppet har ansetts vara den svenska krigsflottans paradskepp och det största i Östersjön under sin korta tid i tjänst.
Fredrik Henrik af Chapman beräknade att fartygets borde ha varit 164 fot långt och 42 fot brett för att bära de kanoner som omtalas i källorna. Han var sannolikt väl medveten om att Mars i verkligheten var betydligt mindre. Utifrån vraket har skrovets längd över stäv beräknats till omkring 45 meter.

### Bestyckning
Det finns inga säkra uppgifter om antalet kanoner på Mars. En uppgift är 173 stycken och en annan är 107. Bestyckningen på 173 stycken uppges ha varit: 2 × 48 pundiga kanoner (kaliber 16 cm), 4 × 36 pundiga kanoner (kaliber 15 cm), 8 × 24 pundiga kanoner (kaliber 13 cm), 3 × 24 pundiga kanoner med långt eldrör (kaliber 13 cm), 16 × 12 pundiga kanoner (kaliber 10 cm) och 140 × 2 till 9 pundiga kanoner (kaliber 4–9 cm). Bestyckningen på 107 stycken uppges ha varit: 2 × 48-pundiga, 2 × 36-pundiga, 9 × 24-pundiga, 10 × 12-pundiga, 4 × 9-pundiga, 20 × 6-pundiga, 6 × 3-pundiga, 4 × stenbössor, 50 × falkoner/falkonetter (lätta kanoner). Kanonerna kom från både Stockholm och Kalmar. Mars ska ha kunnat avfyra 238 kilo metallkulor i en bredsida, den så kallade kanoneffekten.

### Tjänstehistoria
Mars tjänstetid i flottan blev kort och hon deltog i ett slag, nämligen det som utspelades utanför Ölands norra udde och utkämpades 30 maj och 31 maj 1564 under det nordiska sjuårskriget. Följande redogörelse bygger på amiral Jakob Bagges och den danske amiralen Herluf Trolles berättelser.
Amiral Jakob Bagges sjöstyrka samlades vid Dalarö i maj 1564. Sedan gick styrkan till Älvsnabben, varifrån man gick till sjöss den 29 maj 1564. Amiral Bagge förde befälet från skeppet Mars som därigenom benämndes amiralsskepp. Den svenska styrkan bestod av 38 större och mindre skepp med omkring 3 400 sjömän och 1 700 knektar (äntergastar), alltså totalt omkring 5 100 personer. Av dessa utgjorde 600–700 en besättning på Mars. Andra större skepp var exempelvis Elefanten och Finska Svan.
Den danska flottan hade omkring tjugosex skepp varav hälften stora och medelstora skepp. De övriga var mindre fartyg. Besättningsstyrkan bestod av omkring 4 600 personer. Den danska flottan leddes av amiral Herluf Trolle på amiralsskeppet Fortuna. Den lybska flottan bestod av tio skepp med omkring 1 500 sjömän och 500 knektar. Den lybska flottan leddes av amiral Friedrich Knebel på amiralsskeppet ”Ängeln” (tyska: der Engel). Överbefälhavare för den samlade dansk-lybska flottan var amiral Trolle, som således bestod av cirka trettiosex skepp och 6 600 personer. Danska flottan hade redan den 8 maj lämnat Köpenhamn och förenade sig med den lybska flottan vid Stora Karlsö den 24 maj. På kvällen den 28 maj lättade flottan ankar för att uppsöka den svenska flottan som man visste låg vid Älvsnabben.
På morgonen den 30 maj befann sig den svenska sjöstyrkan utspridd, med upp till två sjömils avstånd mellan skeppen och amiralsskeppet, mitt emellan Västervik och Visby. Samtidigt som man från Mars fått Visby i sikte, skymtade utkiken även den fientliga flottan mellan Tjusts härad och Stegeborgs skärgårds härad (Smålandskusten). De båda flottorna seglade mot Ölands norra udde där de mötte varandra klockan 12 på dagen. Striden den 30 maj gick svenskarna vägen så till vida att amiralsskeppet Fortuna skadades och behövde repareras, vilket skedde under påföljande dag och natt. Det lybska skeppet Långe Barken sköts i sank ungefär när solen gick ned, varvid dagens strider avslutades.

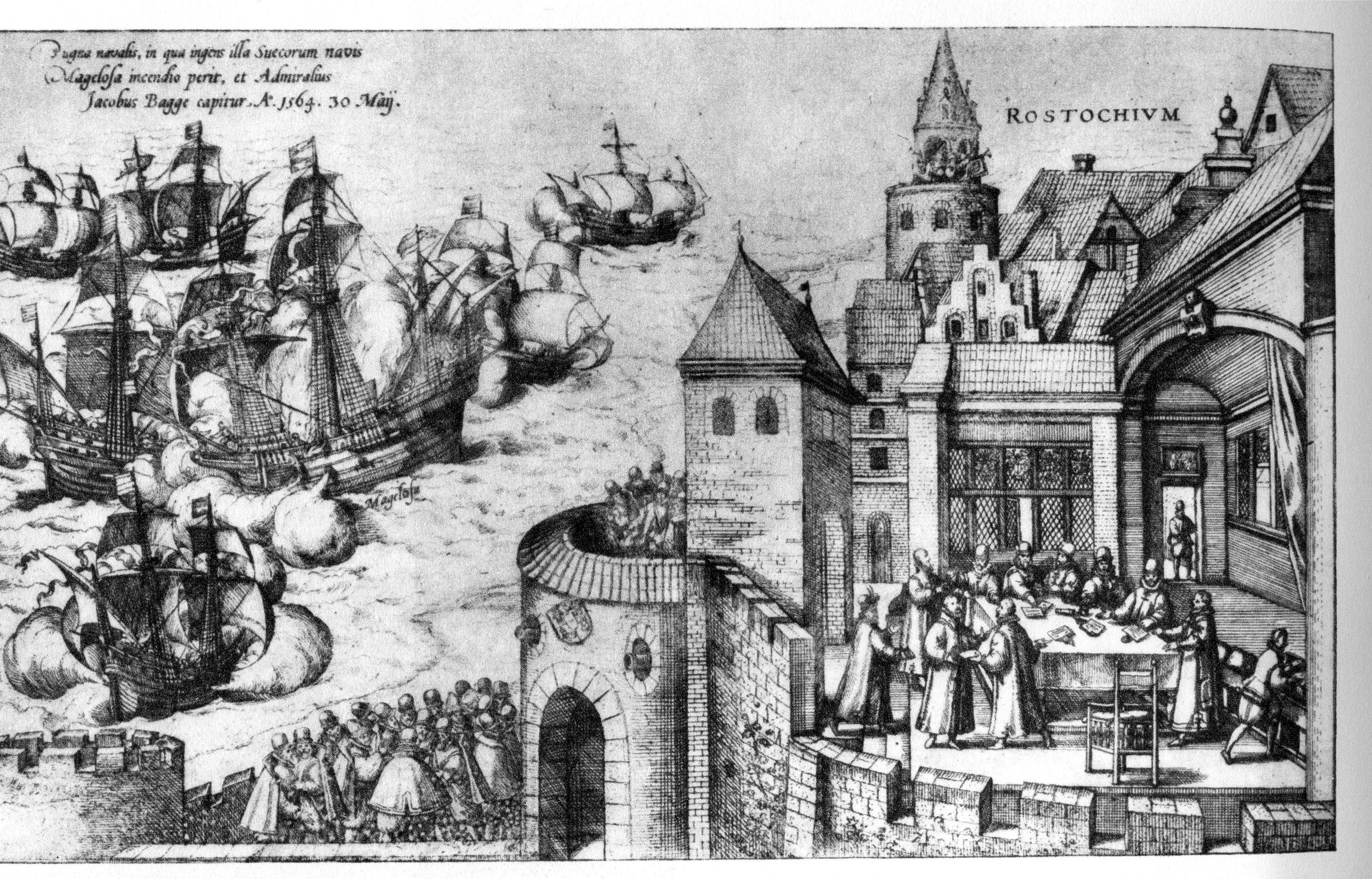
Jakob Bagges flaggskepp Mars i sjökriget 1564 utanför Öland. Målning av den tyske konstnären Frans Hogenberg (1535–1590).

På morgonen den 31 maj när solen gick upp blåste Bagge åter till drabbning. Emellertid var de svenska skeppen lika utsprida som dagen innan och endast sex skepp gick i en formation efter amiralsskeppet Mars, bland annat Elefanten och Finska Svan. Amiralsskeppet Mars var dock ett mäktigt skepp. Den svenska stridstekniken som användes var att utnyttja de större skeppens överlägsna artilleri, främst Mars artilleri som hade den överlägset starkaste eldkraften under slaget. Stridstekniken gick ut på att upprätthålla ett stridsavstånd där artilleriet maximalt effektiva räckvidd utnyttjades, för att i det längsta undvika äntring. Den maximala effektiva räckvidden med det grova artilleriet var vid denna tid 100 till 200 meter. Kulorna kunde dock gå upp till drygt 1 500 meter, men då var precisionen dålig av flera skäl bland annat avseende precision i siktning, riktning och elevation, samt krutets kvalitet, precision i tillverkning eldrör visavi kula.
På morgonen klockan 05:00 den 31 maj öppnade Mars, Elefanten och Finska Svan eld mot den dansk-lybska flottan som befanns sig helt nära Ölands norra udde. Bagge försökte nu tränga fienden in mot udden, men den lybska avdelningen tog inte en sådan risk utan vände. På kvällningen när flottorna kommit i höjd med Kapelludden på östra Öland och de just vänt norrut igen, kantrade vinden så att den blev nordvästlig. Detta gjorde att den svenska styrkan hamnade i ett dåligt läge i lä för den lybska avdelningen. Amiralsskeppet Ängeln och ett annat lybskt skepp Räfven (der Fuchs) lade sig ombord på Mars lovartssida. En svår närstrid följde. Den danska flottan försökte lägga sig på Mars läsida, men Mars, Elefanten och Finska Svan lyckades håll dem borta med sitt artilleri. Amiralsskeppet Fortuna blev nu återigen än mer svårt skadad. Även ett annat danskt skepp skadades svårt. Medan de lybska skeppen höll sig kvar, vek Elefanten och Finska Svan efter en längre strid av och hela den svenska flottan utom Mars drog sig ur striden. Klas Fleming tog befälet över flottan och styrde hem till Älvsnabben. När resten av flottan dragit iväg lyckades den danska Byens Lövs haka sig fast på Mars läsida. Uppgifterna om på vilken sida det lybska skeppen Räfven de facto hakade sig fast varierar med de olika arkivkällorna.

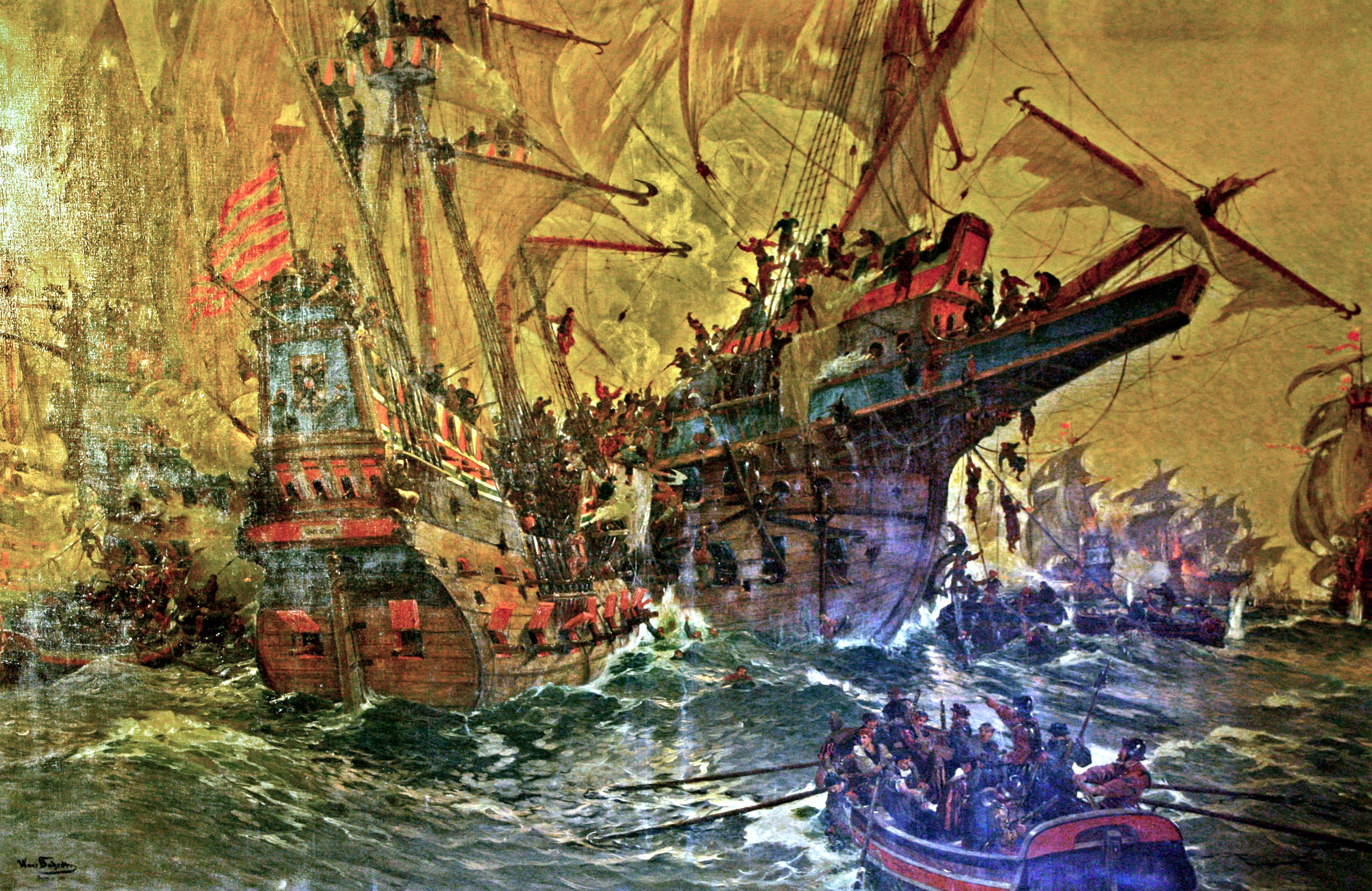
Mars i slutstriden då hon prejas, exploderar och fattar eld. Målning av Hans Bohrdt 1901.

Beträffande slutstriden försökte de fasthakade skeppens knektar att äntra Mars flera gånger, med avvisades med hård närstrid man mot man. Det lybska folket kastade från märsarna fotanglar, lansar och sköt fyrbollar på Mars. En boll hamnade i en kruttunna som sprängdes och satte fyr på skeppet. När elden blev för svår uppsöktes Bagge av en deputation från besättningen som uppmanade Bagge att ge upp. För rökens och eldens skull kunde man inte längre vistas på skeppet. Mars tvingades att ge upp och Bagge lät sig överföras till ett lybskt skepp där han blev fången. Ett hundratal svenskar blev överförda till de lybska skeppen. Efter att Mars besegrats skickades 300-400 av det lybska manskapet över till Mars för att ta fartyget i besittning. Strax därefter sprängdes Mars i luften. Med i djupet följde den kvarvarande svenska besättningen på 500-600 man och 300-400 av den lybska som äntrat Mars, det vill säga mellan 800 och 1000 personer följde med i djupet. De dansk-lybska skeppen gick efter slaget till Stora Karlsö.
Jakob Bagge hölls först fången av lybeckarna. Kung Fredrik i Danmark lyckades dock få honom utlämnad varmed han fick sitta fängslad i Köpenhamn. Flera försök gjordes av kung Erik XIV att få honom utväxlad, med det lyckades inte förrän efter krigsslutet 1571.
Svenska folket skyllde Mars olycka på den förbannelse som vilade över fartyget enär dess kanoner var gjutna av kyrkklockor som kung Gustav Vasa beslagtagit.

## Vraket

Planskiss över vraket Mars.

Vraket efter Mars hade eftersökts sedan 1960-talet. Anders Franzén, som lokaliserade regalskeppet Vasa, försökte under lång tid att finna vraket.
Sommaren 2011 lokaliserades kvarlevorna efter ett större, äldre örlogsskepp cirka 10 sjömil öster om norra delen av Öland. Skeppsvraket ligger med babords sida lätt uppåtvänd. Bland annat har man funnit ett emblem med den svenska vasakärven på en av bronskanonerna. Länsstyrelsen i Kalmar län har beslutat om dyk-, fiske- och ankringsförbud vid fyndplatsen. Den 19 augusti släpptes nyheten om att vraket hade lokaliserats. I november kunde man slutligen bekräfta att vraket var Mars. Beviset för att det verkligen var skeppet Mars som hittats, är de stämplar som finns på de kanoner man bärgat.
I nästan tjugo år letade Richard Lundgren efter skeppet Mars. I samband med en omfattande marinarkeologisk expedition som pågick 1-15 juli 2011, med fem fartyg och fyrtio personer inblandade, hittades skeppsvraket den 11 juli sydost om Böda hamn på Öland. I samarbetsprojektet ingick Södertörns högskola MARIS, Försvarshögskolan, Ocean Discovery, Deep Sea Productions och Marin Mätteknik.
Förutom det bortsprängda förskeppet är Mars ett anmärkningsvärt välbevarat vrak. Mer än två tredjedelar av skrovet finns bevarat och vilar på botten med en kraftig styrbords slagsida.